# ملك رباط
ملك رباط هي بلدة في مقاطعة كرمنه في ولاية نواوي في أوزبكستان.